# 圣卡泰里娜-德洛伊奥尼奥
圣卡泰里娜-德洛伊奥尼奥（義大利語：Santa Caterina dello Ionio），是意大利卡坦扎罗省的一个市镇。总面积41平方公里，人口2087人，人口密度50.9人/平方公里（2009年）。ISTAT代码为079117。